# Кармен Електра
Тара Лий Патрик (на английски: Tara Leigh Patrick), по-известна като Кармен Електра (на английски: Carmen Electra), е американски фотомодел, актриса и певица.

## Биография
Родена е в американския град Шарънвил, който е близо до Синсинати, под името Тара Лий Патрик. Учи в местна гимназия в покрайнините на Синсинати.
През 1991 г. отива да живее в Лос Анджелис. Скоро се запознава с певеца Принс, който успява да я убеди да смени името си на Кармен Електра. Скоро след това тя подписва договор с Пейсли Парк Рекърдс, звукозаписната компания на Принс. Така започва нейната кратка и неуспешна певческа кариера.
През 1995 г. Електра участва в различни ТВ предавания. През май 1996 г. се появява в списание „Плейбой“. Това дава тласък на кариерата ѝ и тя започва да получава повече предложения за участие в различни шоута и сериали, включително в „Спасители на плажа“ и Singled Out на Ем Ти Ви.
Електра играе в няколко филма, сред които Веселият бургер (1997), хорър пародията „Страшен филм“ (2000) и Старски и Хъч (2004). Често танцува и с екзотичната танцова група Пусикет Долс.

## Семеен живот
Електра става много известна с брака си със скандалната баскетболна звезда Денис Родман, продължил една година (1998 – 1999). През 2003 г. тя се омъжва за музиканта Дейв Наваро, бивш китарист на групите Джейнс Адикшън и Ред Хот Чили Пепърс. Двамата се разделят през лятото на 2006 г., а официално са разведени от 20 февруари 2007 г.

## Дискография
- Carmen Electra (1993)

## Частична филмография
- Веселият бургер (1997)
- Страшен филм (2000)
- Преживей го (2001)
- Дъщерята на шефа (2003)
- Старски и Хъч (2004)
- Островът на чудовищата (2004)
- Деца на килограм 2 (2005)
- Романтичен филм (2006)
- Страшен филм 4 (2006)
- Hot Tamale (2006)
- Епичен филм (2007)
- Искам Канди (2007)
- Запознай се със спартанците (2007)
- Бедствия и други катастрофи (2008)
- 2-Headed Shark Attack (2012)